# Bromus pseudobrachystachys
Bromus pseudobrachystachys är en gräsart som beskrevs av Hildemar Wolfgang Scholz. Bromus pseudobrachystachys ingår i släktet lostor, och familjen gräs. Inga underarter finns listade i Catalogue of Life.